# 更科功
更科 功（さらしな いさお、1961年 - ）は、日本の古生物学者。武蔵野美術大学教授。
東京都生まれ。麻布高等学校卒、1985年東京大学教養学部基礎科学科卒業。民間企業勤務を経て大学に戻り、2000年東京大学大学院理学系研究科博士課程修了、「ホタテガイにおける殻内基質中の可溶性タンパク質の一次構造」で博士（理学）の学位を取得。筑波大学研究員、東京大学総合研究博物館研究事業協力者を経て、2022年より武蔵野美術大学教授。2012年の『化石の分子生物学』で講談社科学出版賞受賞。2020年から2021年まで神奈川大学非常勤講師。

## 著書
- 『化石の分子生物学 生命進化の謎を解く』講談社現代新書 2012
- 『宇宙からいかにヒトは生まれたか 偶然と必然の138億年史』新潮選書 2016
- 『絵でわかるカンブリア爆発』講談社 絵でわかるシリーズ 2016
- 『爆発的進化論 1%の奇跡がヒトを作った』新潮新書 2016
- 『絶滅の人類史—なぜ「私たち」が生き延びたのか』NHK出版新書 2018
- 『進化論はいかに進化したか』新潮新書 2019
- 『若い読者に贈る美しい生物学講義—感動する生命のはなし』ダイヤモンド社 2019
- 『禁断の進化史—人類は本当に「賢い」のか』NHK出版新書 2022
- 『化石に眠るDNA　絶滅動物は復活するか』中公新書 2024

### 翻訳
- サイモン・コンウェイ=モリス『進化の運命 孤独な宇宙の必然としての人間』遠藤一佳共訳 講談社 2010
- カール・ジンマー,ダグラス・J・エムレン『カラー図解進化の教科書』全3巻 石川牧子、国友良樹共訳 講談社ブルーバックス 2016-17